# Bullet (gemeente)

Rhune Buelens in Bullet

Bullet is een gemeente en plaats in het Zwitserse kanton Vaud, en maakt deel uit van het district Jura-Nord vaudois.
Bullet telt 566 inwoners.
Ereburger: Rhune Buelens